# Mancomunitat Castelló Nord
La Mancomunitat Castelló Nord és una mancomunitat de municipis de la comarca del Baix Maestrat i un de l'Alt Maestrat (Catí). Aglomera 6 municipis i 5.701 habitants, en una extensió de 431,00 km². La mancomunitat és presidida per Iván Sánchez Cifre, del Partit Popular i alcalde de Sant Jordi.
Els pobles que formen la mancomunitat són:
- Catí
- Cervera del Maestrat
- Xert
- la Salzadella
- Sant Jordi
- Sant Mateu
- Santa Magdalena de Polpís

El motiu de la seva constitució el 1992 va ser la implantació de serveis socials, la seua única competència. L'última localitat que s'ha adherit a la Mancomunitat ha sigut Santa Magdalena de Pulpis (2022).